# Maurits Pasques de Chavonnes
Maurits Pasques de Chavonnes (Den Haag 23 juli 1654 - Kaapstad, 8 september 1724) diende als gouverneur van de Nederlandse Kaapkolonie van 1714 tot 1724.

## Biografie
De Chavonnes werd geboren in Den Haag en begon zijn carrière als soldaat. Hij vocht in de Spaanse Successieoorlog en promoveerde tot luitenant-kolonel van de Republiek, maar werd na de Vrede van Utrecht ontslagen. De Chavonnes trad in dienst van de Vereenigde Oostindische Compagnie en in 1714 werd hij aangesteld als gouverneur van de Kaapkolonie.
Als gouverneur zette De Chavonnes zich in voor een betere toezicht op het Kaapse onderwijs. Hij ontwikkelde de eerste onderwijswet van Zuid-Afrika, die de ambtelijke keuring van onderwijzers instelde en de kerkelijke en christelijke vorming van het onderwijs beklemtoonde.
De Chavonnes stierf in 1724 in de Kaap en werd opgevolgd door waarnemend gouverneur Jan de la Fontaine